# Lunden
Pour les articles homonymes, voir Lunden (homonymie).
Lunden est une commune allemande du Schleswig-Holstein, située dans l'arrondissement de Dithmarse (Kreis Dithmarschen), à 16 kilomètres au nord de la ville de Heide. Lunden est l'une des 34 communes de l'Amt Kirchspielslandgemeinden Eider dont le siège est à Hennstedt.

## Patrimoine
- Église Saint-Laurent de Lunden (de), dont le chœur agrandi est le seul témoignage de l'existence de l'ancien couvent des Franciscains démoli en 1539.